# Off the Beatle Track
Off the Beatle Track es un álbum de 1964 hecho por George Martin & His Orchestra, lanzado el 10 de julio por United Artists Records en los Estados Unidos, y el 3 de agosto por Parlophone en el Reino Unido.
Es el primero de una serie de álbumes de Martin con arreglos instrumentales de canciones de The Beatles. También es el primer LP que Martin lanzó bajo su propio nombre. El álbum fue publicado en CD por One Way Records.

## Lista de canciones
Todas las canciones fueron compuestas por Lennon-McCartney, excepto donde se indica.

### Lado uno
1. "All My Loving"
2. "Don't Bother Me" (George Harrison)
3. "Can't Buy Me Love"
4. "All I've Got to Do"
5. "I Saw Her Standing There"
6. "She Loves You"

### Lado dos
1. "From Me to You"
2. "There's a Place"
3. "This Boy"
4. "Please Please Me"
5. "Little Child"
6. "I Want to Hold Your Hand"

### Versión en CD
1. "She Loves You"
2. "Can't Buy Me Love"
3. "Don't Bother Me" (George Harrison)
4. "All I've Got to Do"
5. "I Saw Her Standing There"
6. "All My Loving"
7. "Please Please Me"
8. "I Want to Hold Your Hand"
9. "From Me to You"
10. "Little Child"
11. "This Boy"
12. "There's a Place"